# Kanał Kumsko-Manycki
Kanał Kumsko-Manycki (ros. Кумо-Манычский канал, Kumo-Manyczskij kanał) – sztuczny kanał nawadniający w południowej Rosji europejskiej, w Obniżeniu Kumsko-Manyckim. Łączy rzeki Kuma w zlewisku Morza Kaspijskiego i Zachodni Manycz w zlewisku Morza Azowskiego. Należy do systemu wodnego Manycza. 
Drogę wodną stanowi leżący 300 km dalej na północ kanał Wołga-Don.